# Clerodendrum singwanum
Clerodendrum singwanum là một loài thực vật có hoa trong họ Hoa môi. Loài này được B.Thomas mô tả khoa học đầu tiên năm 1936.